# حرابية
الفصيلة الحرابية أو القاتية أو الحرابيات أو القاتيات (باللاتينية: Celastraceae) فصيلة نباتية تتبع رتبةالحرابيات من ثنائيات الفلقة. تضم هذه الفصيلة 90-100 جنس تجمع حوالي 1300 نوع من المتسلقات والجنبات والشجيرات.

## من أجناسها
- المُضاض (باللاتينية: Euonymus)
- الأبقراطية (باللاتينية: Hippocratea)
- الإثرار (باللاتينية:  Maytenus)
- عاري البوغ (باللاتينية: Gymnosporia)